# Bornit
Bornit je sulfidni mineral kemijskog sastava Cu5FeS4 a koji kristalizira rombično. Boja mu je smeđa do bakarno-crvena, na svježim površinama se ima ljubičasti odsjaj. Bornit je razmjerno gust i loman mineral, s karakterističnim zatamnjenjem koje se prelijeva u bojama, a sadrži oko 63 posto bakra, 11 posto željeza i 26 posto sumpora. Samo povremeno oblikuje kristale, obično se u masama javlja u pegmatatima i drugim eruptivnim stijenama, a i u hidrotermalnim žilama, s drugim suflidnim mineralima, kao što je halkopirit. Bornit je razmjerno čest, a zbog visokog postotka kovinasta sadržaja gospodarstveno je važan bakreni mineral. Najbogatije su naslage u Meksiku i u Butteu, u državi Montani, u SAD-u. Svoj je nadimak "paunova ruda" dobio zbog karakterističnog zatamnjenja koje se prelijeva od plave do ljubičaste i crvene boje. 